# Karolina Gorczyca

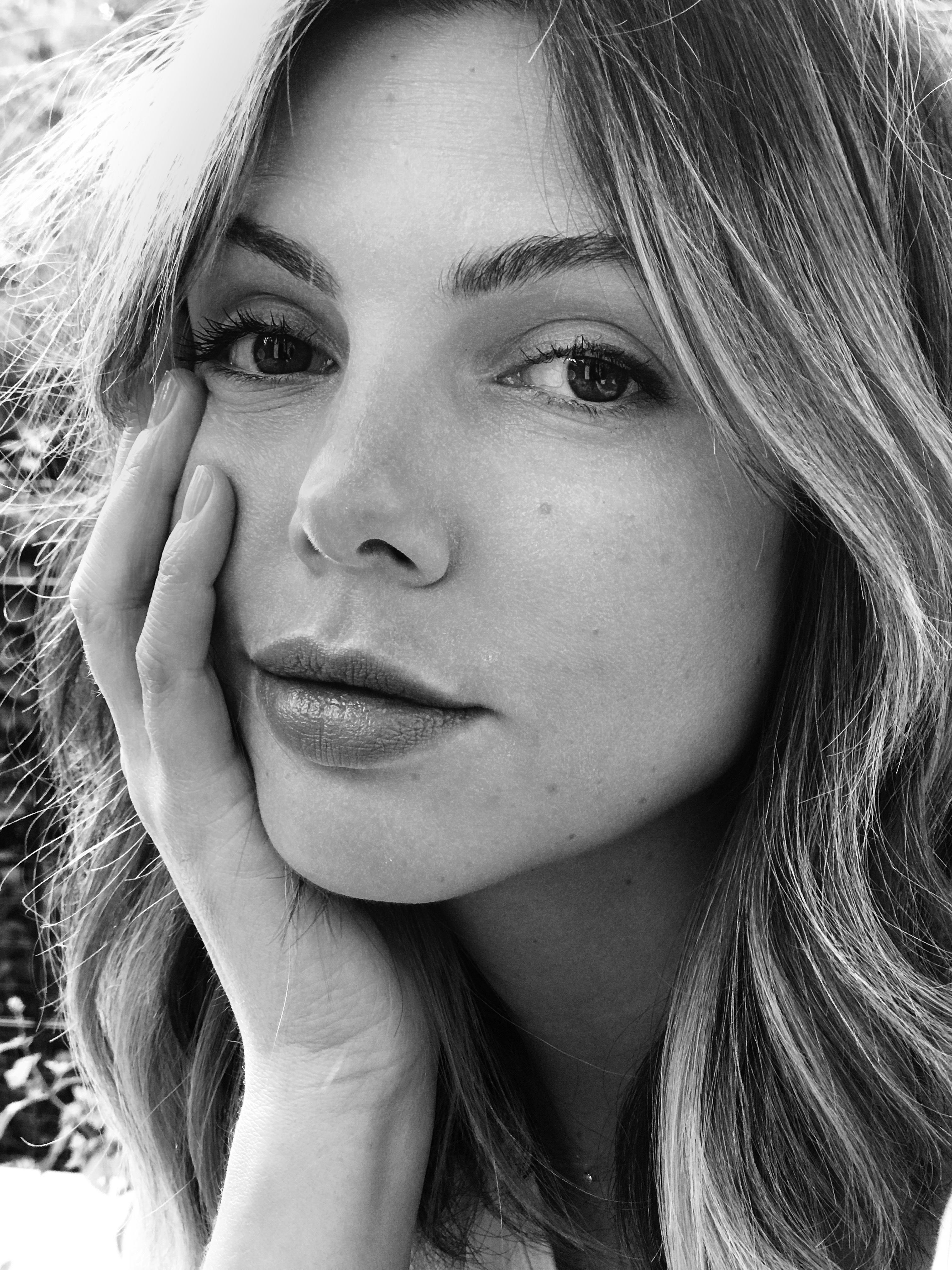
Karolina Gorczyca, 2019

Karolina Gorczyca (geboren am 14. März 1985 in Biłgoraj, Polen) ist eine polnische Film- und Theaterschauspielerin.

## Leben
Karolina Gorczyca ist Absolventin der staatlichen Theaterakademie Stanisław Wyspiański, Krakau (polnisch Akademia Sztuk Teatralnych im. Stanisława Wyspiańskiego w Krakowie (AST)). In Polen wirkte sie in zahlreichen TV-Serien und -filmen mit und arbeitet auch als Synchronsprecherin.
In Deutschland wurde sie einem breiteren Publikum durch die Milieustudie Agnieszka des deutsch-polnischen Regisseurs Tomasz Emil Rudzik bekannt. Für ihre schauspielerische Leistung in diesem Spielfilm wurde sie 2015 auf dem Internationalen Studierendenfilmfestival Sehsüchte in Potsdam ausgezeichnet.

## Filmografie (Auswahl)
- 2007: Korowód
- 2008: Pora mroku
- 2009: Miłość na wybiegu
- 2009: Ostatnia akcja
- 2009: Huśtawka
- 2010: Skrzydlate świnie
- 2012: Zdjęcie
- 2012: Komisarz Blond i Oko Sprawiedliwości
- 2013: Wybraniec
- 2014: Agnieszka
- 2022: Der Usedom-Krimi: Am Ende einer Reise

## Auszeichnungen
- Sehsüchte Potsdam 2015: Bestes Schauspiel für Karolina Gorczyca[1]

## Verweise
- Commons: Karolina Gorczyca – Sammlung von Bildern, Videos und Audiodateien
- Netzauftritt (polnisch)
- Karolina Gorczyca bei IMDb